# Micragone trefurthi
Micragone trefurthi är en fjärilsart som beskrevs av Embrik Strand 1909. Micragone trefurthi ingår i släktet Micragone och familjen påfågelsspinnare. Inga underarter finns listade i Catalogue of Life.